# تيرانس فيرغسون
تيرانس فيرغسون (بالإنجليزية: Terrance Ferguson)‏ مواليد 17 مايو 1998 في تلسا، هو لاعب كرة سلة أمريكي. بدأ مسيرته الاحترافية في سنة 2016. يبلغ طوله 6 قدم 7 بوصة (2.0 م). لعب مع أديليد ثيرتي سيكسترز في الدوري الأسترالي لكرة السلة.

## روابط خارجية
- تيرانس فيرغسون على موقع الاتحاد الدولي لكرة السلة (الإنجليزية)
- تيرانس فيرغسون على موقع إن بي أي (الإنجليزية)
- تيرانس فيرغسون على موقع سبورتس رفرنس (الإنجليزية)
- تيرانس فيرغسون على موقع كرة السلة الأوروبية.كوم (الإنجليزية)
- تيرانس فيرغسون على موقع إي إس بي إن.كوم (الإنجليزية)
- تيرانس فيرغسون على موقع ريلجم (الإنجليزية)
- تيرانس فيرغسون على موقع بروبوليرز (الإنجليزية)
- تيرانس فيرغسون على موقع سبورتس رفرنس (الإنجليزية)
- تيرانس فيرغسون على موقع سبورتس رفرنس (الإنجليزية)